# Astrid Joosten
Astrid Maria Bernadette Joosten (Beverwijk, 22 maart 1958) is een Nederlands tv-presentatrice.

## Biografie
Astrid Joosten studeerde Spaanse taal- en letterkunde aan de Universiteit van Amsterdam. Tijdens haar studie werkte ze vanaf begin 1983 als tv-omroepster bij de VARA. Hierna volgde ook klein presentatiewerk: van onder andere assistente en weervrouw Bij Koos van Koos Postema tot cursussen van Teleac. In 1987 stapte ze over naar de TROS. Daar begon in 1988 haar eerste tv-succes: Jongbloed & Joosten, samen met Jaap Jongbloed.
In 1990 werd ze door Marcel van Dam teruggehaald naar de VARA. Het tv-programma In het Nieuws, met Paul Witteman, werd geen groot succes. Sinds 1991 presenteert Joosten de door VARA uitgezonden tv-quiz Twee voor twaalf. Daarnaast presenteerde ze op tv Anno Joosten (1995), De show van je leven (1996-2000), Oog in oog (2001), Dat zoeken we op (2004), Zestien miljoen rechters (2006) en Het hof van Joosten (2007). Dat laatste was een vernieuwde versie van Zestien Miljoen Rechters.
Vanaf de zomer van 2009 presenteerde Joosten twee seizoenen het tv-programma Alles draait om geld. In het tweede kwartaal van 2011 startte ze met het satirische tv-consumentenprogramma Kanniewaarzijn. In 2011 had Joosten ook een gastrol in de comedyserie Zie Ze Vliegen als zichzelf.
In 2005 speelde Joosten een rol als zichzelf in de film Off Screen van regisseur Pieter Kuijpers.
Joosten is sinds 2003 ambassadeur van het Epilepsiefonds. Zij steunt het fonds met fondsenwervende en promotionele activiteiten.
Joosten is geïnteresseerd in wijn. Samen met Thérèse Boer heeft ze een webshop voor wijn en samen schreven ze twee boeken over wijn.
Bij de lintjesregen van 2017 werd zij benoemd tot ridder in de Orde van Oranje-Nassau.

### Privé
Vanaf 2000 tot zijn dood in september 2012 was ze getrouwd met ex-Solution-toetsenist en -componist Willem Ennes. Daarvoor was Joosten een aantal jaren getrouwd met de in 2018 overleden tekstschrijver en regisseur Jack Gadellaa. Sinds 2018 heeft Joosten een relatie met zakenman Rob Peters, met wie ze in mei 2022 trouwde.

## Televisieprogramma's
Voor de VARA:
- omroepster (1983-1987)
- Zomaar een Zomeravond (1983)
- Bij Koos (1984-1986) (met Koos Postema)
- Drie Vrouwen (1986-1987) (met Marjolijn Uitzinger en Ati Dijckmeester)
- Gast aan Tafel Live (1987, eenmalig) (met Joop van Zijl, Sonja Barend, Martine Bijl en Bart Peeters)
- Nederland Verkeert (1987, eenmalig)
- Help de Russen de winter door (1990, eenmalig) (met Peter Jan Rens)
- In het Nieuws (1990-1991) (met Paul Witteman)
- Gala Toon 75 (1991, eenmalig)
- VARA's belastingshow (1991)
- Twee voor twaalf (1991-heden)
- Holland Casino Scheveningen Festival (1992, eenmalig)
- Voor altijd kerst (1992, eenmalig)
- De belastingshow (1992)
- De Verleiding (1992-1993)
- 3 voor Novib (1993, 1998, 1999)
- De oud nieuwsshow (1994, eenmalig) (met Jack Spijkerman)
- Geef Zuid-Afrika een eerlijke kans (1994, eenmalig) (met Paul Witteman)
- Personality (1994)
- Vier voor Novib (1994, 1997)
- Anno Joosten (1995)
- De show van je leven (1996-2000)
- Ik-jij-hij-wij-jullie-zij (2000)
- Iemand Moet Het Weten (2000)
- Oog in Oog (2001-2003)
- Zeg 'ns A, B of C (2004)
- Twee voor twaalf Junior (2004-2005)
- 16 miljoen rechters (2005-2006)
- Hof van Joosten (2007-2008)
- Alles draait om geld (2009-2010)
- Kanniewaarzijn (2011-2019)
- De magie van Mandela (2011)
- De magie van het dagboek van Anne Frank (2015)
- Wat Verdien Je? (2018)
- De S.P.E.L.show (2018-2020)
- Op1 (2020-2021) (met Paul de Leeuw)
- Onderaan de streep (2024-heden)

Voor Teleac:
- In Vredesnaam (1986)
- Ni Hao - Chinese taal en cultuur (1986)
- Feduco (belastingcursus) (1987)

Voor de NOS:
- Nationaal Songfestival 1987 (1987, eenmalig)
- Nationaal Songfestival 1988 (1988, eenmalig)

Voor de TROS:
- Gouden Kalf Gala (1987, eenmalig)
- Meer kans voor vrouwen (1988, eenmalig)
- Hallo, met de TROS (1988)
- Tros Triviant (1988-1989)
- Jongbloed & Joosten (1988-1990)

## Radio
- VARA's Lijn 3, VARA Hilversum 3 (1983)
- TROS Nieuwsshow, TROS Radio 1 (1988)
- Spijkers met koppen, VARA Radio 2 (1993)
- Astrid out of the box, BNNVARA NPO Radio 1 (2020)

## Boeken
- Verboden Liefdes (2002)
- Dat zoeken we op (2004) (met Ruud van Marion)
- Onmogelijke liefdes (2010)
- Gek op wijn (2007) (samen met Thérèse Boer)
- Koken met Twee voor Twaalf (2008) (met Ruud van Marion)
- Vrouwen gek op wijn (2008) (samen met Thérèse Boer)

## Theater
- La Bloemens Kerst Show (2005 & 2006)

## Film
- Off Screen (2005) (rol: zichzelf)
- Sinterklaas en het Raadsel van 5 December (2011) (rol: moeder)

## Trivia
- In de uitzending van Verre Verwanten van 21 juni 2007 bleek dat Joosten vanaf zes generaties terug dezelfde voorouders heeft als Menno Bentveld.
- In 2023 leefde Joosten voor het televisieprogramma Kloostergasten enkele dagen samen met kloosterlingen.

- Bibliothèque nationale de France: cb15537608f (data)
- International Standard Name Identifier: 0000 0003 6904 4450
- Nederlandse Thesaurus van Auteursnamen: 072217472
- Virtual International Authority File: 281232590
- WorldCat: E39PBJx8CvrqFxRk99V9H6Trbd